# 友利克輝
友利 克輝（ともり かつき、1960年1月21日 - ）は、日本の実業家。元沖縄セルラー電話株式会社取締役、元沖縄通信ネットワーク株式会社（現･OTNet株式会社）専務取締役、元沖縄銀行執行役員審査部長。

## 人物・経歴
1960年沖縄県生まれ。1982年3月千葉商科大学商経学部卒業。1982年4月株式会社沖縄銀行入行。2003年4月諸見支店長、2011年6月執行役員ローン推進部長、2012年6月執行役員審査部長、2013年7月沖縄セルラー電話株式会社執行役員リスク管理部担当、2014年6月取締役、2017年4月取締役経営管理本部長、2018年3月取締役経営管理本部長 兼 アセットソリューション推進室長、2020年6月沖縄セルラー電話株式会社取締役退任、同年6月沖縄通信ネットワーク株式会社（現･OTNet株式会社）専務取締役就任、2022年6月専務取締役退任。